# Джозеф Окуму
Джозеф Стенлі Окуму (англ. Joseph Stanley Okumu, нар. 26 травня 1997, Кісуму) — кенійський футболіст, захисник французького «Реймса» і національної збірної Кенії.

## Клубна кар'єра
У дорослому футболі дебютував 2014 року виступами за команду «Чемеліл Шугар», в якій провів два сезони.
Своєю грою за цю команду привернув увагу представників тренерського штабу клубу «Фрі Стейт Старз», до складу якого приєднався 2016 року. Відіграв за команду з ПАР наступний сезон своєї ігрової кар'єри.
2018 року уклав контракт з американським клубом «Анн Ербор», у складі якого провів наступний рік своєї кар'єри гравця.
З 2018 року один сезон захищав кольори американського ж «Реал Монаркс».
28 серпня 2019 року перейшов до лав шведського «Ельфсборга».
Влітку 2021 року за 3,5 мільйона євро перейшов до бельгійського «Гента».
22 липня 2023 року підписав контракт з французьким клубом «Реймс».

## Виступи за збірну
2016 року дебютував в офіційних матчах у складі національної збірної Кенії.
У складі збірної був учасником Кубка африканських націй 2019 року в Єгипті, де зіграв у всіх трьох поєдинках своєї команди, проти Алжиру (0-2), Танзанії (3-2) і Сенегалу (0-3).
| Дата       | Місто       | Господарі         | Результат | Гості             | Турнір                                        | Голи | Примітки |
| ---------- | ----------- | ----------------- | --------- | ----------------- | --------------------------------------------- | ---- | -------- |
| 31-5-2016  | Найробі     | Кенія             | 1 – 1     | Судан             | товариський матч                              | -    |          |
| 7-6-2019   | Бондуфль    | Кенія             | 1 – 0     | Мадагаскар        | товариський матч                              | -    | 46'      |
| 15-6-2019  | Мадрид      | ДР Конго          | 1 – 1     | Кенія             | товариський матч                              | -    |          |
| 23-6-2019  | Каїр        | Алжир             | 2 – 0     | Кенія             | Кубок африканських націй 2019 - груповий етап | -    |          |
| 27-6-2019  | Каїр        | Кенія             | 3 – 2     | Танзанія          | Кубок африканських націй 2019 - груповий етап | -    |          |
| 1-7-2019   | Каїр        | Кенія             | 0 – 3     | Сенегал           | Кубок африканських націй 2019 - груповий етап | -    | 68'      |
| 13-10-2019 | Найробі     | Кенія             | 0 – 1     | Мозамбік          | товариський матч                              | -    |          |
| 14-11-2019 | Александрія | Єгипет            | 1 – 1     | Кенія             | Відбір до Кубка африканських націй 2021       | -    |          |
| 18-11-2019 | Найробі     | Кенія             | 1 – 1     | Того              | Відбір до Кубка африканських націй 2021       | -    |          |
| 11-11-2020 | Найробі     | Кенія             | 1 – 1     | Коморські Острови | Відбір до Кубка африканських націй 2021       | -    |          |
| 15-11-2020 | Іконі       | Коморські Острови | 2 – 1     | Кенія             | Відбір до Кубка африканських націй 2021       | -    |          |
| 2-9-2021   | Найробі     | Кенія             | 0 – 0     | Уганда            | Відбір до ЧС 2022                             | -    | 64'      |
| 5-9-2021   | Кігалі      | Руанда            | 1 – 1     | Кенія             | Відбір до ЧС 2022                             | -    |          |
| 7-10-2021  | Агадір      | Малі              | 5 – 0     | Кенія             | Відбір до ЧС 2022                             | -    |          |
| 10-10-2021 | Найробі     | Кенія             | 0 – 1     | Малі              | Відбір до ЧС 2022                             | -    |          |
| 11-11-2021 | Саутгемптон | Уганда            | 1 – 1     | Кенія             | Відбір до ЧС 2022                             | -    |          |
| 15-11-2021 | Найробі     | Кенія             | 2 – 1     | Руанда            | Відбір до ЧС 2022                             | -    | 52'      |
| 28-3-2023  | Тегеран     | Іран              | 2 – 1     | Кенія             | товариський матч                              | -    | 83'      |
| 7-9-2023   | Ель-Вакра   | Катар             | 1 – 2     | Кенія             | товариський матч                              | 1    |          |
| 12-9-2023  | Найробі     | Кенія             | 0 – 1     | Південний Судан   | товариський матч                              | -    |          |
| 16-10-2023 | Аксу        | Кенія             | 2 – 2     | Росія             | товариський матч                              | -    |          |
| 23-3-2024  | Лілонгве    | Малаві            | 0 – 4     | Кенія             | товариський матч                              | -    |          |
| 26-3-2024  | Лілонгве    | Зімбабве          | 1 – 3     | Кенія             | товариський матч                              | -    |          |
| Усього     |             | Матчів            | 23        |                   | Голів                                         | 1    |          |

## Титули і досягнення
- Володар Кубка Бельгії (1):

«Гент»: 2021–22